# Ruprechtia cruegeri
Ruprechtia cruegeri là một loài thực vật có hoa trong họ Rau răm. Loài này được Griseb. ex Lindau miêu tả khoa học đầu tiên năm 1896.